# Llàtzer el leprós
|  | Per a altres significats, vegeu «Sant Llàtzer». |

Llàtzer (hebreu: אלעזר, Elʿāzār, Eleazar) és el nom del protagonista de la paràbola de Llàtzer i el ric Epuló, narrada a l'Evangeli segons Lluc. Tot i que és un personatge fictici, és venerat com a sant en diverses confessions cristianes.

## La història a l'Evangeli
L'Evangeli segons Lluc diu:
| «                  | «Hi havia un home ric, que vestia porpra i pells i tots els dies feia banquets sumptuosos.{{}} Un pidolaire, Llàtzer de nom, jeia cada dia a la seva porta, cobert de nafres, desitjós de poder treure's la gana amb el que queia de la taula del ric [...]» | » |
| — (Lluc, 16,19-31) | |   |

A l'Evangeli de Lluc, 16:19–31, Jesús parla de Llàtzer, un pidolaire leprós que s'estava a la porta de la casa d'un home molt ric (la tradició posterior li va donar el nom d'Epuló o Dives (Riquesa)) que, tot i la seva riquesa, mai no donava res a Llàtzer. Tots dos van morir i el pobre va rebre al Cel la seva recompensa, tenint un lloc al banquet de l'Eternitat, mentre que el ric va ser castigat i només podia amortir el seu turment de foc amb l'aigua que li donava Llàtzer.

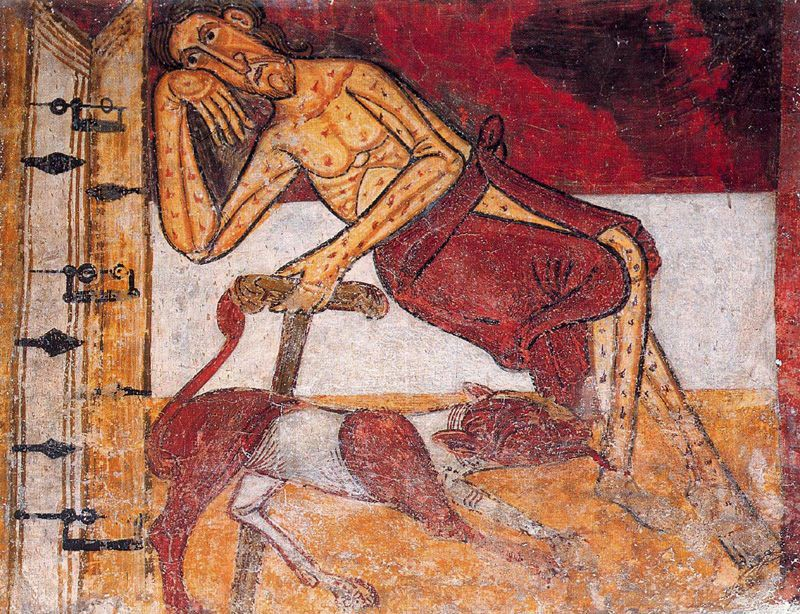
Fresc a Sant Climent de Taüll, s. XI (Barcelona, MNAC)
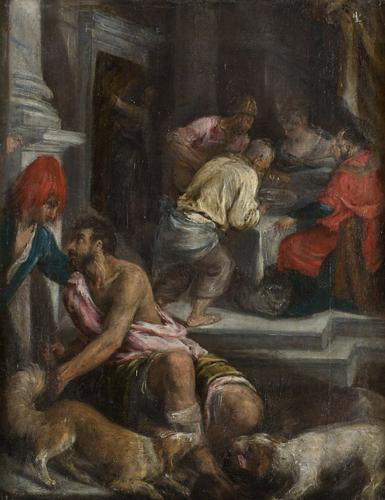
Quadre de Jacopo de Ponte, 1559 (Viena, Kunstshistorisches Museum)
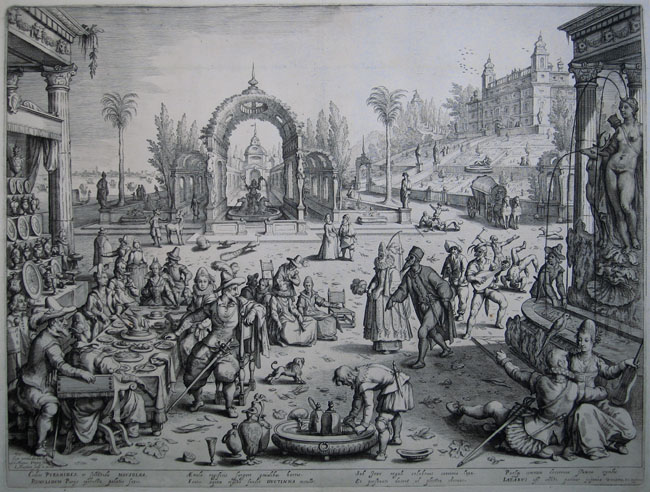
Llàtzer a les portes d'Epuló, gravat de Jacob Matham a partir del quadre de Sebastian Vrancx (1605)
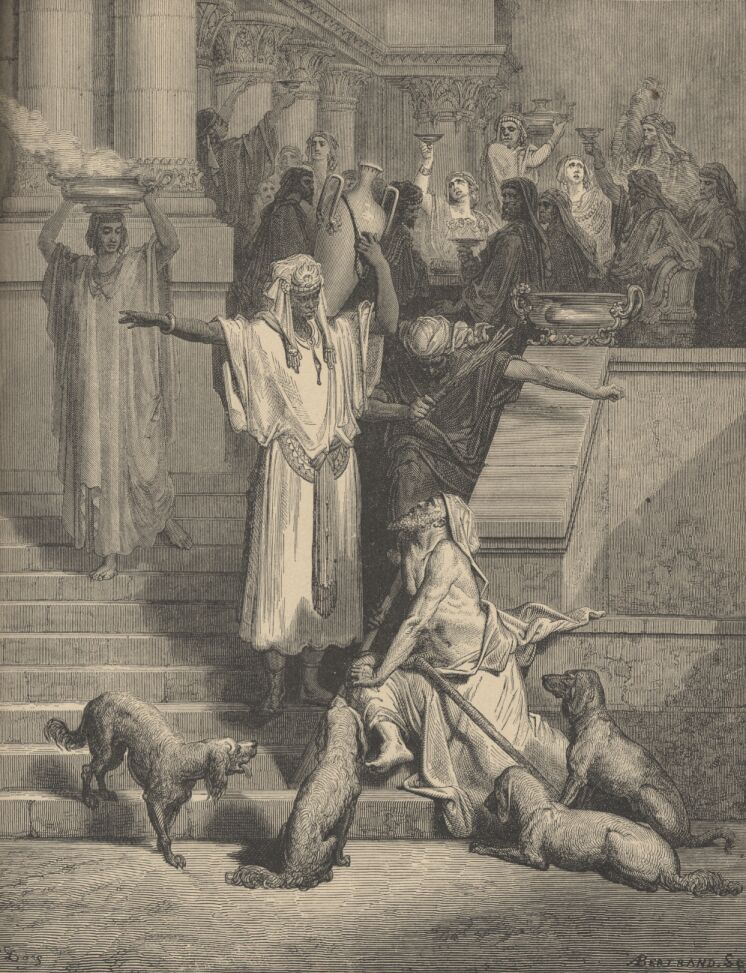
Gravat de Gustave Doré amb la paràbola de Llàtzer i el ric

## La tradició
Llàtzer és l'únic personatge d'una paràbola del Nou Testament que té nom, per la qual cosa, tot i que es tracta d'un personatge imaginari, la tradició el va personificar i va ser venerat com un sant realment existent. També es va creure que Crist no explicava una paràbola, sinó que narrava un fet real.
Es va considerar protector dels malalts de lepra. Del seu nom, els hospitals destinats als leprosos —i, en general, els hospitals— van rebre el nom de llatzarets.
L'epítom de l'home ric, Epuló, ve possiblement del Sant Pere Crisòleg (380-451), arquebisbe de Ravenna (433-449)

## Interpretacions de la paràbola
En alguns comentaris exegètics medievals, s'identificava aquest Llàtzer amb Llàtzer de Betània, l'amic de Crist a qui va ressuscitar. Aquesta interpretació depèn de si el Llàtzer de Betània (Joan 12:10), és Simó el leprós de Betània (Mateu 26:6). El teòleg alemany Sepp considerava que la paràbola de Llàtzer era una paròdia en contra de Caifàs i el seu sogre. L'abat francès Drioux identifica els cinc germans del ric com els cinc fills del gran sacerdot Anàs, que van ser esmentats per l'historiador jueu Flavi Josep.

## En la música
- Giacomo Carissimi - Dives Malus (Historia Divitis), per a dos sopranos, tenor, baix, cor i baix continu, c.1656.
- Francis James Child, ed. - Dives and Lazarus (Child ballad 56), English and Scottish ballads, 1882.
- Ralph Vaughan Williams - Five Variants of Dives and Lazarus, per a orquestra de cordes i arpa, 1939.